# Callipogon
Genre
Callipogon est un genre de coléoptères de la famille des Cerambycidae, de la sous-famille des Prioninae et de la tribu des Callipogonini.

## Dénomination
- Le genre Callipogon a été décrit par l'entomologiste français Jean Guillaume Audinet-Serville en 1832[1].
- L'espèce type est : Callipogon barbatus (Fabricius, 1781)

## Taxinomie
Le genre se décompose en 6 sous-genres :
- Callipogon (Callipogon) (Serville, 1832)

Callipogon barbatus (Fabricius, 1781)
Callipogon beckeri (Lameere, 1904)
Callipogon lemoinei (Reiche, 1840)
Callipogon senex (Dupont, 1832)
- Callipogon (Callomegas) (Lameere, 1904)

Callipogon proletarius (Lameere, 1904)
Callipogon sericeus (Olivier, 1795)
- Callipogon (Dendroblaptus) (Chevrolat, 1864)

Callipogon barbiflavus (Chevrolat, 1864)
- Callipogon (Eoxenus) (Semenov, 1899)

Callipogon relictus (Semenov, 1899)
- Callipogon (Orthomegas) (Serville, 1832)

Callipogon cinnamomeus (Linnaeus, 1758)
Callipogon fragosoi (Bleuzen, 1993)
Callipogon frischeiseni (Lackerbeck, 1998)
Callipogon haxairei (Bleuzen, 1993)
Callipogon irroratus( Lameere, 1915)
Callipogon jaspideus (Buquet, 1844)
Callipogon marechali (Bleuzen, 1993)
 Callipogon monnei (Bleuzen, 1993)
Callipogon pehlkei (Lameere, 1904)
Callipogon similis (Gahan, 1894)
- Callipogon (Spiloprionus) (Aurivillius, 1897)

Callipogon sericeomaculatus (Aurivillius, 1897)